# Caio Semprônio Tuditano (pretor)
Caio Semprônio Tuditano (em latim: Gaius Sempronius Tuditanus; m. 197 a.C.) foi um magistrado romano da gente patrícia dos Semprônios e conhecido por seu papel na Revolta Ibérica de 197-195 a.C., na qual perdeu a vida.

## Carreira
Tuditano foi eleito edil curul em 198 a.C. e pretor no ano seguinte, quando recebeu o governo da recém-criada província da Hispânia Citerior. Assim que chegou ao seu novo posto, encontrou a região em revolta e marchou com seu exército para sufocá-la. Foi derrotado pelos iberos ainda no mesmo ano com grandes perdas. Acabou falecendo logo depois por causa dos ferimentos sofridos em combate.

### Bibliografía
- Münzer, Friedrich (1923). Realencyclopädie der classischen Altertumswissenschaft, Band II A,2. Sempronius 90 (em alemão). Stuttgart: [s.n.] p. 1440
- Martínez Gázquez, José (1992). La campaña de Catón en Hispania (em espanhol) 1974 ed. Barcelona: Universidad de Barcelona. Publicaciones y Ediciones. ISBN 84-7875-980-8